# Amstel (bier)

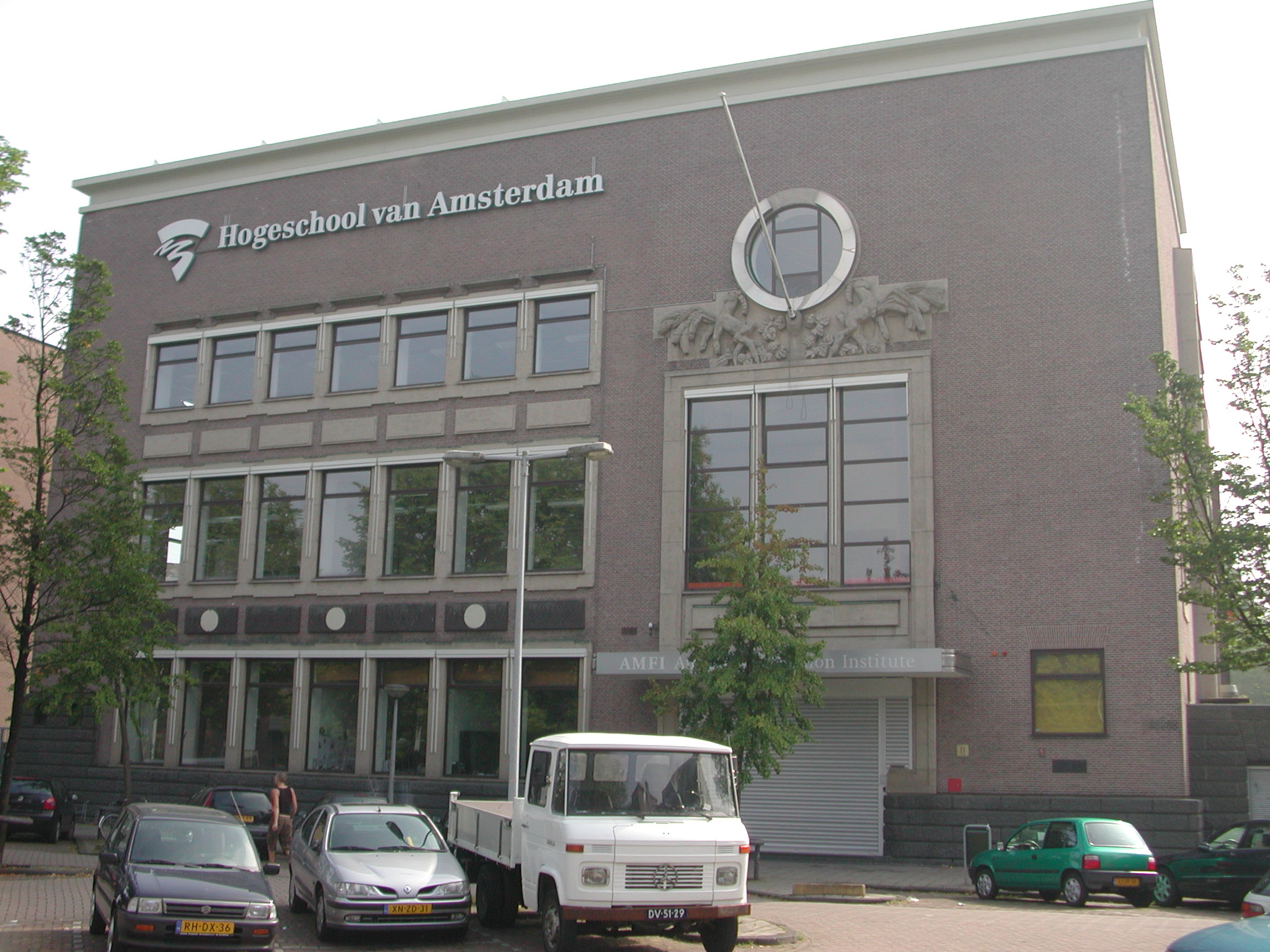
Voormalig hoofdkantoor te Amsterdam aan de Mauritskade.

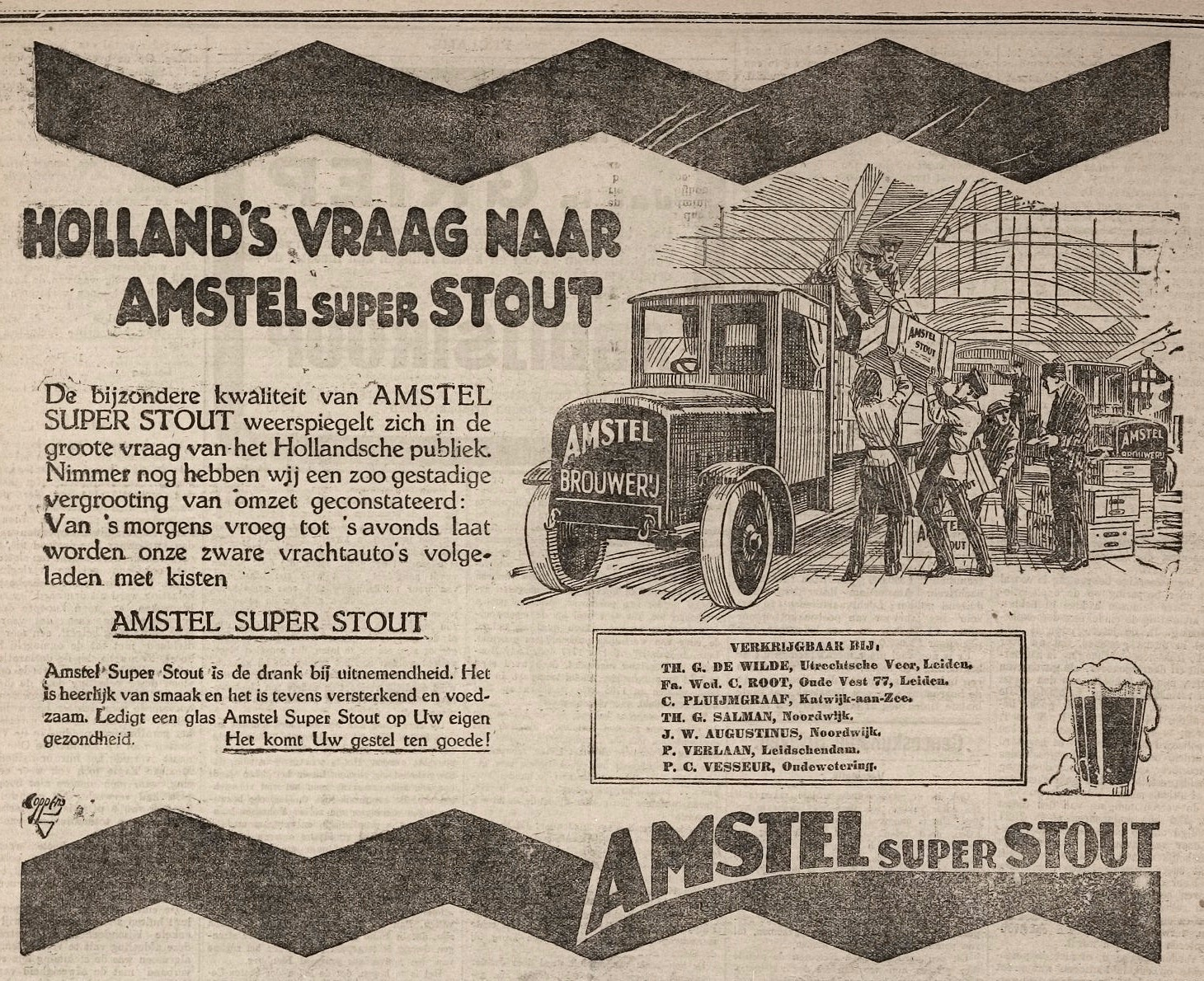
Advertentie voor "Amstel super Stout" uit 1922.

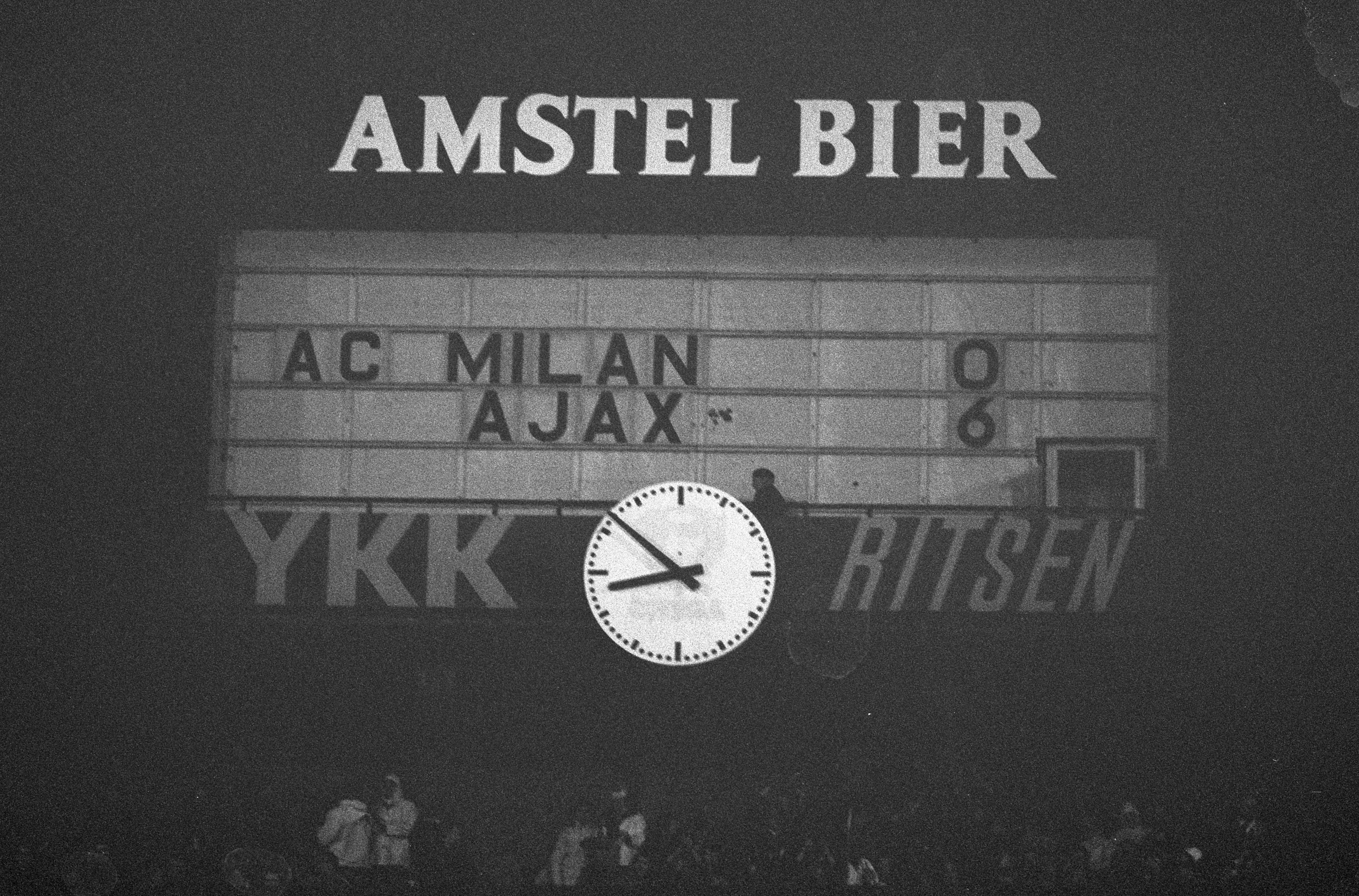
Scorebord Olympisch Stadion 1974

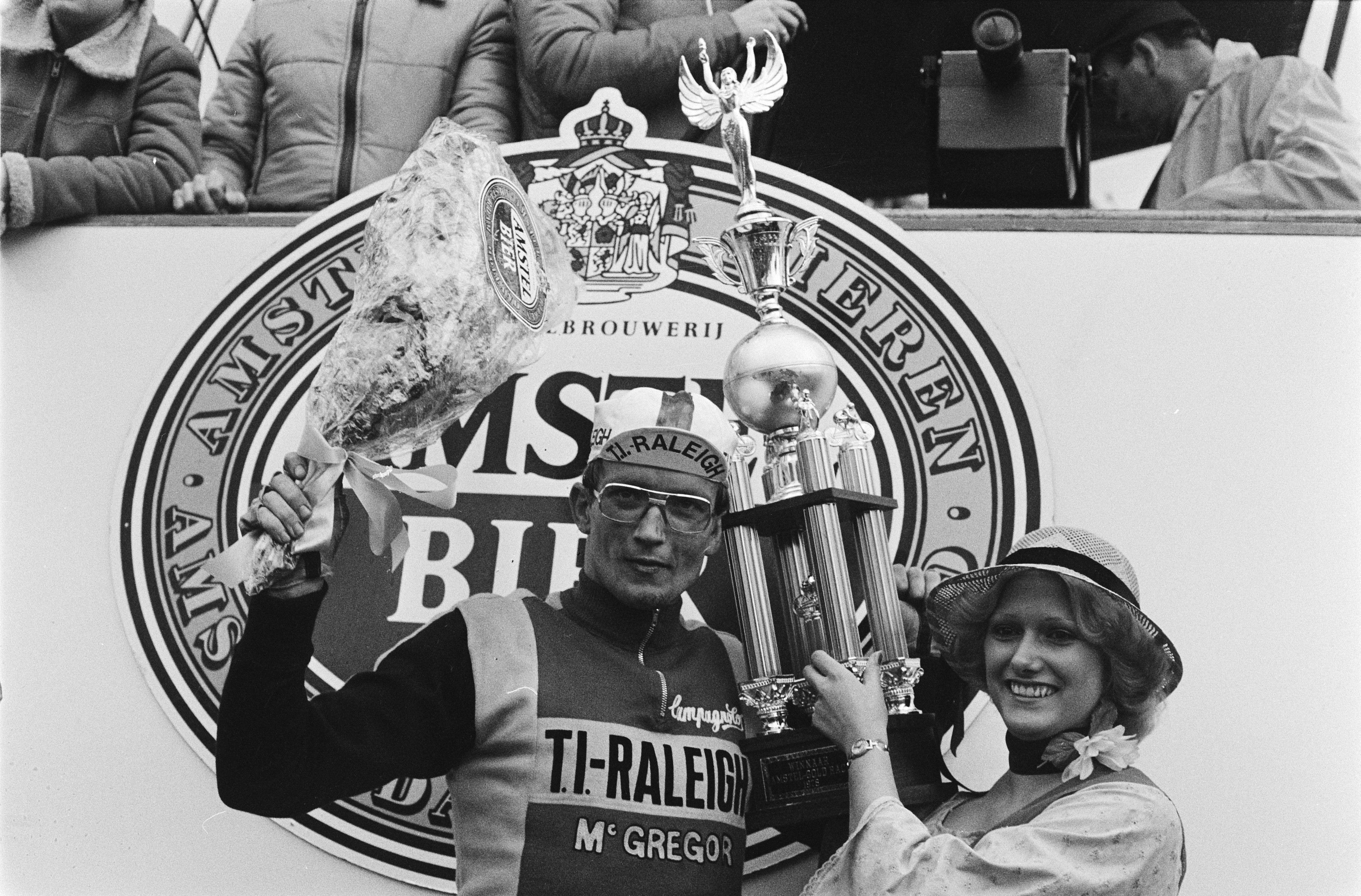
Jan Raas wint de Amstel Gold Race 1978.

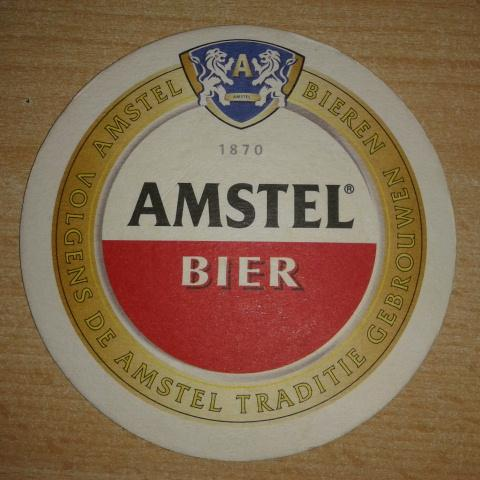
Viltje van Amstel Bier.

Amstel is een biermerk van Heineken. De brouwerij werd gesticht in 1870 aan de Mauritskade te Amsterdam als Beiersch-Bierbrouwerij De Amstel. De bieren van Amstel worden gebrouwen in de brouwerijen van Heineken in Zoeterwoude, 's-Hertogenbosch en Wijlre.

## Start
In 1872, het eerste jaar dat de Amstel Brouwerij daadwerkelijk bier produceerde, brouwde men al 10.000 hectoliter bier. Een van de bieren die dat jaar al geproduceerd werd, was Amstel Bock. Met de productie van pilsener bier werd ongeveer tien jaar later begonnen. Voor de koeling en opslag van het bier, dat ondergistend werd gebrouwen, werd ijs uit de Amsterdamse grachten gehaald en in speciale dubbelwandige kelders opgeslagen.

### Vergroting bereik
In eerste instantie werd het bier voornamelijk in Amsterdam gedronken. Later werd het bier over heel Nederland verkocht en in 1883 volgde export van het bier naar het Verenigd Koninkrijk en naar Nederlands-Indië. In 1915 was de productie van Amstel vertwintigvoudigd en in 1926 nam Amstel een derde van de totale Nederlandse bierexport voor zijn rekening. In 1941 nam Amstel, samen met Heineken, het kapitaal van de Amsterdamse brouwerij Van Vollenhovens Bierbrouwerij De Gekroonde Valk aan de Hoogte Kadijk over. Deze brouwerij werd in 1961 gesloten. In 1965 opende Amstel een grote productievestiging onder de grote rivieren, een bottelarij met een filter- en lagergebouw te Helmond naar een ontwerp van Royal HaskoningDHV.

### Buitenland
In 1954 begon Amstel met de bouw van een brouwerij in Suriname. Een jaar later was Amstel de eerste Nederlandse brouwerij die bier in blik exporteerde. In die tijd bedroeg de totale export van Amstel bier 101.000 hectoliter per jaar. In 1958 produceerde een aan Amstel gelieerde brouwerij in Jordanië haar eerste bier. In 1960 werd de derde aan Amstel gelieerde brouwerij geopend. Dit was de Antilliaanse brouwerij op Curaçao. Twee jaar later startte de productie van Amstel bier onder licentie door de Almaza brouwerij in Libanon. In 1963 begon men met de bouw van nieuwe brouwerijen in Puerto Rico en Griekenland. Na de instelling van het Kolonelsregime moest deze brouwerij op last van het protectionistische bewind sluiten. Als daad van verzet werd vervolgens op grote schaal Amstel (en Heineken) gesmokkeld.

### Heineken
In 1968 werd Amstel overgenomen door de Amsterdamse concurrent Heineken. De brouwerij aan de Mauritskade werd in 1982 stilgelegd en vervolgens gesloopt. Alleen het hoofdkantoor uit 1930, nu onderdeel van de Hogeschool van Amsterdam, is blijven staan. Het beeldhouwwerk op de gevel is van Gerarda Rueter. In september 1988 werd de Heineken-brouwerij aan de Stadhouderskade gesloten. Sindsdien worden de Amstel-bieren geheel buiten Amsterdam geproduceerd: in Zoeterwoude (pils) en 's-Hertogenbosch en later Wijlre (speciale bieren, bijvoorbeeld bokbier).
Hoewel de brouwerij zelf overgenomen en gesloten werd, werden er elders in de wereld wel brouwerijen overgenomen en hernoemd onder de vlag van Amstel. In 1981 nam Heineken een brouwerij in Hamilton Canada over van het Duitse Henniger en hernoemde deze brouwerij in Amstel Canada. In 1991 werd de brouwerij weer verkocht omdat de verkopen tegenvielen. In 1994 werd Heineken volledige eigenaar van de Hongaarse Komáromi brouwerij en hernoemde deze in Amstel brouwerij Hongarije (Amstel Sörgyár). In 2003 werd de brouwerij in Komáromi gesloten en een jaar later werden de andere Hongaarse bezittingen ondergebracht onder de naam Heineken.

## Soorten bier
- Amstel Pilsener
- Amstel Pilsener Ongefilterd
- Amstel Gold
- Amstel 1870
- Amstel Bock
- Amstel Blond
- Amstel Extra (Amerikaanse markt)
- Amstel Sterk
- Amstel Light
- Amstel 0.0 (het vroegere Amstel Malt)
- Amstel Radler
- Amstel Radler 0.0%
- Amstel Radler Grapefruit
- Amstel Radler Grapefruit 0.0%
- Amstel Radler Appel-Limoen
- Amstel Radler Appel-Limoen 0.0%
- Amstel Radler Orange
- Amstel Radler Limoen-Munt
- Amstel Radler Limoen-Munt 0,0%
- Amstel Radler Guarana-Limoen 0,0%
- Amstel Ultra (Amerikaanse markt)
- Amstel Ultra Seltzer (Amerikaanse markt)
- Amstel Bright